# شهرستان زاوچیانگ
شهرستان زاوچیانگ (به لاتین: Zaoqiang County) یک شهرستان‌های جمهوری خلق چین در چین است که در هنگشوی واقع شده‌است.
 شهرستان زاوچیانگ ۹۰۳ کیلومتر مربع مساحت و ۳۸۰٬۰۰۰ نفر جمعیت دارد و ۲۷ متر بالاتر از سطح دریا واقع شده‌است.